# 대일관광고등학교
대일관광고등학교(大一觀光高等學校)는 대한민국 서울특별시 양천구 신정동에 있는 사립 고등학교이다.

## 학교 연혁
- 1981년 3월 2일 : 대일고등학교 2부 상업과 6학급 입학
- 1982년 12월 20일 : 정릉여자상업고등학교 신설 인가 (총 30학급)
- 1983년 3월 2일 : 김인석 교장 취임
- 1984년 2월 5일 : 제1회 졸업
- 1990년 3월 2일 : 정릉여자상업고등학교 2부 2학급 증설, 10학급 입학(총 75학급)
- 1994년 3월 2일 : 수인과 특별 교실 14개 완공
- 1996년 3월 2일 : 대일여자정보산업고등학교로 교명 변경
- 2009년 3월 2일 : 대일관광디자인고등학교로 교명변경 및 관광비즈니스과 2학급, 관광과 2학급, 응용디자인과 2학급, 인터넷비즈니스과 2학급 승인
- 2013년 3월 1일 : 대일관광고등학교로 교명변경 및 관광비즈니스과 2학급, 관광외국어과 2학급, 관광외식산업과 2학급, 관광레저과 2학급 승인
- 2017년 3월 1일 : 양천구 신정동 교사 신축, 2017학년도 신입생 입학
- 2019년 2월 14일 : 제36회 졸업식, 대일관광고 신정동 교사 전체 이전
- 2020년 3월 1일 : 김수만 교장 취임
- 2022년 1월 11일 : 제39회 졸업
- 2022년 3월 2일 : 대일관광고등학교 6학급 입학
- 2023년 9월 1일 : 지춘만 교장 취임

## 설치 학과
- 호텔항공과
- 베이커리디저트과
- 외식산업과
- 뷰티아트과

## 참고 자료
- 대일관광고등학교 - 한국교육학술정보원 학교알리미